# Angevillers
Angevillers là một xã trong vùng Grand Est, thuộc tỉnh Moselle, quận Thionville-Ouest, tổng Fontoy. Tọa độ địa lý của xã là 49° 23' vĩ độ bắc, 06° 02' kinh độ đông. Angevillers nằm trên độ cao trung bình là 363 mét trên mực nước biển, có điểm thấp nhất là 315 mét và điểm cao nhất là 418 mét. Xã có diện tích 8,71 km², dân số vào thời điểm 1999 là 1185 người; mật độ dân số là 136 người/km².

## Thông tin nhân khẩu
| 1962  | 1968  | 1975  | 1982  | 1990  | 1999  |
| ----- | ----- | ----- | ----- | ----- | ----- |
| 1 196 | 1 397 | 1 441 | 1 284 | 1 175 | 1 185 |